# Craig Steven Wright
Pour les articles homonymes, voir Wright.
Craig Steven Wright (né en octobre 1970) est un informaticien et entrepreneur australien. Il a publiquement prétendu être le créateur du Bitcoin, et l'identité derrière le pseudonyme de Satoshi Nakamoto. Ces affirmations sont cependant controversées par une grande partie des médias et de la communauté des crypto-monnaies.

## Carrière et entreprises
Craig Wright a fourni les preuves qu'il a obtenues au cours de son parcours académique plus d'une douzaine de diplômes, dont un doctorat en philosophie, une maîtrise en statistique, une maitrise en droit commercial international, une maîtrise en ingénierie de la sécurité de l'information, en gestion de la sécurité de l'information, en sécurité des systèmes d'information, en réseaux et administration des systèmes, et à au moins 19 certifications du GIAC, l'un des principaux organismes de certification en sécurité informatique.
Wright a travaillé en informatique pour diverses sociétés, dont OzEmail, K-Mart et l'Australian Securities Exchange, ainsi que comme consultant en sécurité pour Mahindra & Mahindra. Il prétend avoir conçu l'architecture du premier casino en ligne au monde, Lasseter's Online, qui a été mis en ligne en 1999,.
Wright était le PDG de la société technologique Hotwire Preemptive Intelligence Group (Hotwire PE), qui prévoyait de lancer Denariuz Bank, la première banque au monde basée sur le bitcoin, bien qu'elle ait rencontré des difficultés réglementaires avec l'Australian Tax Office et ait échoué en 2014.

## Bitcoin
En décembre 2015, deux enquêtes parallèles, menées par Wired et Gizmodo émettent l'hypothèse que Craig Wright puisse être l'inventeur de Bitcoin. Dans une mise à jour, Wired est néanmoins revenu sur son enquête pour annoncer qu'ils ne pensent pas que Craig soit Satoshi Nakamoto.
La communauté demande des preuves sous la forme de signatures cryptographiques et le 2 mai 2016, Craig Wright finit par affirmer publiquement être le créateur du Bitcoin. Il rédige un article énigmatique sur son blog personnel, contenant de telles signatures. Les signatures sont interprétées par la communauté comme les preuves tant attendues et sont très rapidement démasquées, comme grossièrement falsifiées, la soi-disant signature d'un texte de Sartre se révèle être celle d'une des premières transactions Bitcoin, effectuée par Satoshi Nakamoto et librement accessible depuis des années.
À ce jour, Craig Wright n'a jamais apporté les preuves qu'il avait pourtant annoncées, à savoir qu'il détient les clefs privées de Satoshi Nakamoto ; ces clefs permettent de vérifier qu'il est bien le détenteur du million de bitcoins que le fondateur de la cryptomonnaie détient toujours.

### Affaires juridiques
Le 11 avril 2019, Craig Wright veut porter plainte contre l'utilisateur de Twitter @hodlonaut et offre 5 000 dollars américains à la personne arrivant à trouver ses coordonnées personnelles. En réponse, de nombreuses personnes de la communauté Bitcoin sur Twitter se renomment Hodlonaut, en signe de soutien.
En 2021, il porte plainte en Grande-Bretagne contre le site Bitcoin.org pour utiliser le terme "Bitcoin white paper" qui est sa propriété intellectuelle. En 2022, il porte plainte contre le podcaster Peter McCormack pour diffamation. Fin 2022, il annonce son intention de ne plus se battre sur le plan légal pour obtenir la reconnaissance de la création du Bitcoin. En 2024, Craig Wright décide d'attaquer en justice Bitcoin Core.